# Kanton Haut-Eyrieux
Der Kanton Haut-Eyrieux ist ein französischer Wahlkreis im Département Ardèche in der Region Auvergne-Rhône-Alpes. Er umfasst 44 Gemeinden aus den Arrondissements Largentière, Privas und Tournon-sur-Rhône, sein bureau centralisateur ist in Le Cheylard. Im Rahmen der landesweiten Neuordnung der französischen Kantone wurde er im Frühjahr 2015 auf mehr als das Vierfache seiner ursprünglichen Fläche vergrößert. 2016 wurde der Kantonsname von Le Cheylard auf Haut-Eyrieux geändert.

## Gemeinden
Der Kanton besteht aus 44 Gemeinden mit insgesamt 24.989 Einwohnern (Stand: 1. Januar 2022) auf einer Gesamtfläche von 212,49 km²:
| Gemeinde                      | Einwohner 1. Januar 2022 | Fläche km² | Dichte Einw./km² | Code INSEE | Postleitzahl | Arrondissement    |
| ----------------------------- | ------------------------ | ---------- | ---------------- | ---------- | ------------ | ----------------- |
| Accons                        | 365                      | 9,87       | 37               | 07001      | 07160        | Tournon-sur-Rhône |
| Albon-d’Ardèche               | 158                      | 9,11       | 17               | 07006      | 07190        | Tournon-sur-Rhône |
| Arcens                        | 358                      | 18,55      | 19               | 07012      | 07310        | Tournon-sur-Rhône |
| Beauvène                      | 202                      | 11,82      | 17               | 07030      | 07190        | Privas            |
| Belsentes                     | 542                      | 25,81      | 21               | 07165      | 07160        | Tournon-sur-Rhône |
| Borée                         | 142                      | 27,67      | 5                | 07037      | 07310        | Largentière       |
| Chalencon                     | 339                      | 9,44       | 36               | 07048      | 07240        | Privas            |
| Chanéac                       | 262                      | 15,73      | 17               | 07054      | 07310        | Tournon-sur-Rhône |
| Devesset                      | 306                      | 29,24      | 10               | 07080      | 07320        | Tournon-sur-Rhône |
| Dornas                        | 198                      | 17,63      | 11               | 07082      | 07160        | Tournon-sur-Rhône |
| Dunière-sur-Eyrieux           | 437                      | 7,73       | 57               | 07083      | 07360        | Privas            |
| Gluiras                       | 368                      | 25,10      | 15               | 07096      | 07190        | Privas            |
| Issamoulenc                   | 105                      | 15,66      | 7                | 07104      | 07190        | Tournon-sur-Rhône |
| Jaunac                        | 121                      | 3,92       | 31               | 07108      | 07160        | Tournon-sur-Rhône |
| Lachapelle-sous-Chanéac       | 159                      | 8,94       | 18               | 07123      | 07310        | Tournon-sur-Rhône |
| La Rochette                   | 63                       | 13,86      | 5                | 07195      | 07310        | Largentière       |
| Le Chambon                    | 60                       | 10,52      | 6                | 07049      | 07160        | Tournon-sur-Rhône |
| Le Cheylard                   | 2.812                    | 13,45      | 209              | 07064      | 07160        | Tournon-sur-Rhône |
| Les Ollières-sur-Eyrieux      | 1.020                    | 7,58       | 135              | 07167      | 07360        | Privas            |
| Marcols-les-Eaux              | 283                      | 16,00      | 18               | 07149      | 07190        | Privas            |
| Mariac                        | 541                      | 16,39      | 33               | 07150      | 07160        | Tournon-sur-Rhône |
| Mars                          | 246                      | 18,69      | 13               | 07151      | 07320        | Tournon-sur-Rhône |
| Rochepaule                    | 238                      | 33,34      | 7                | 07192      | 07320        | Tournon-sur-Rhône |
| Saint-Agrève                  | 2.300                    | 48,56      | 47               | 07204      | 07320        | Tournon-sur-Rhône |
| Saint-Andéol-de-Fourchades    | 53                       | 16,47      | 3                | 07209      | 07160        | Tournon-sur-Rhône |
| Saint-André-en-Vivarais       | 211                      | 20,48      | 10               | 07212      | 07690        | Tournon-sur-Rhône |
| Saint-Barthélemy-le-Meil      | 203                      | 7,35       | 28               | 07215      | 07160        | Tournon-sur-Rhône |
| Saint-Christol                | 100                      | 14,63      | 7                | 07220      | 07160        | Tournon-sur-Rhône |
| Saint-Cierge-sous-le-Cheylard | 217                      | 5,99       | 36               | 07222      | 07160        | Tournon-sur-Rhône |
| Saint-Clément                 | 93                       | 19,55      | 5                | 07226      | 07310        | Tournon-sur-Rhône |
| Saint-Étienne-de-Serre        | 217                      | 16,52      | 13               | 07233      | 07190        | Privas            |
| Saint-Genest-Lachamp          | 112                      | 23,09      | 5                | 07239      | 07160        | Tournon-sur-Rhône |
| Saint-Jean-Roure              | 264                      | 23,99      | 11               | 07248      | 07160        | Tournon-sur-Rhône |
| Saint-Jeure-d’Andaure         | 101                      | 13,28      | 8                | 07249      | 07320        | Tournon-sur-Rhône |
| Saint-Julien-d’Intres         | 305                      | 21,17      | 14               | 07103      | 07310, 07320 | Tournon-sur-Rhône |
| Saint-Julien-du-Gua           | 169                      | 16,96      | 10               | 07253      | 07190        | Privas            |
| Saint-Martial                 | 271                      | 36,18      | 7                | 07267      | 07310        | Largentière       |
| Saint-Martin-de-Valamas       | 1.084                    | 19,98      | 54               | 07269      | 07310        | Tournon-sur-Rhône |
| Saint-Maurice-en-Chalencon    | 200                      | 7,81       | 26               | 07274      | 07190        | Privas            |
| Saint-Michel-d’Aurance        | 262                      | 8,14       | 32               | 07276      | 07160        | Tournon-sur-Rhône |
| Saint-Michel-de-Chabrillanoux | 405                      | 12,14      | 33               | 07278      | 07360        | Privas            |
| Saint-Pierreville             | 515                      | 20,56      | 25               | 07286      | 07190        | Tournon-sur-Rhône |
| Saint-Sauveur-de-Montagut     | 1.112                    | 11,54      | 96               | 07295      | 07190        | Privas            |
| Saint-Vincent-de-Durfort      | 272                      | 12,52      | 22               | 07303      | 07360        | Privas            |
| Kanton Haut-Eyrieux           | 17.791                   | 742,96     | 24               | 0706       | –            | –                 |

Bis zur landesweiten Neuordnung der französischen Kantone im März 2015 gehörten zum Kanton Le Cheylard die 14 Gemeinden Accons, Dornas, Jaunac, Le Chambon, Le Cheylard, Mariac, Nonières, Saint-Andéol-de-Fourchades, Saint-Barthélemy-le-Meil, Saint-Christol, Saint-Cierge-sous-le-Cheylard, Saint-Genest-Lachamp, Saint-Julien-Labrousse und Saint-Michel-d’Aurance. Sein Zuschnitt entsprach einer Fläche von 173,26 km2. Er besaß vor 2015 einen anderen INSEE-Code als heute, nämlich 0706.

## Veränderungen im Gemeindebestand seit der landesweiten Neuordnung der Kantone
2019:
- Fusion Nonières und Saint-Julien-Labrousse → Belsentes
- Fusion Intres und Saint-Julien-Boutières → Saint-Julien-d’Intres

## Politik
| Vertreter im Departementrat | Vertreter im Departementrat  | Vertreter im Departementrat |
| Amtszeit                    | Namen                        | Partei                      |
| --------------------------- | ---------------------------- | --------------------------- |
| 2015–                       | Laetitia Serre Maurice Weiss | UG                          |